# Остьове волосся

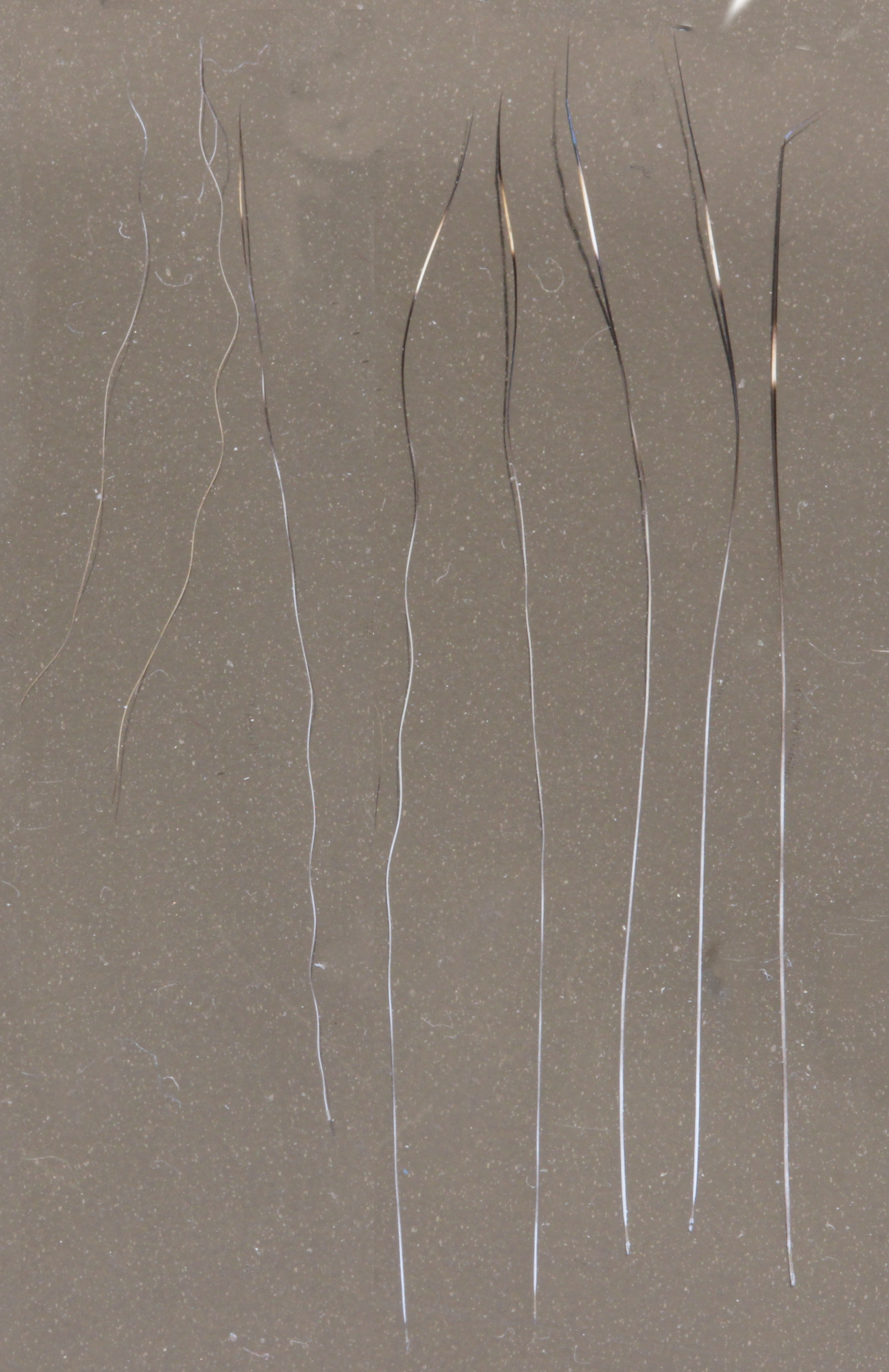
Підшерстя (ліворуч) і остьове волосся (праворуч) домашнього смугастого кота

Остьове́ воло́сся — це найдовше, найгрубіше волосся в хутрі ссавців (наприклад у кішки, нутрії чи ласки). Воно покриває і захищає м'яке підшерстя від зовнішнього середовища; часто має водовідштовхувальні властивості. Також воно надає блиску шерсті тварини, забезпечує камуфляж, а у білого ведмедя остьове волосся порожнисте. Багато тварин, таких як домашні кішки, зводять своє остьове волосся як частину їх прояву загрози при схвилюванні.